# Espacio marino de Ifac
Espacio marino de Ifac este o arie protejată (sit de importanță comunitară — SCI) din Spania întinsă pe o suprafață de 922,81 ha, integral marine.

## Localizare
Centrul sitului Espacio marino de Ifac este situat la coordonatele 38°38′59″N 0°04′45″E / 38.6496°N 0.0793°E.

## Înființare
Situl Espacio marino de Ifac a fost declarat sit de importanță comunitară în decembrie 1997 pentru a proteja 4 specii de animale.

## Biodiversitate
Situată în ecoregiunile marină mediteraneană și mediteraneană, aria protejată conține 2 habitate naturale: Bancuri de nisip acoperite în permanență slab de apă marină, Straturi cu Posidonia (Posidonion oceanicae).
La baza desemnării sitului se află mai multe specii protejate de  păsări (4): Hydrobates pelagicus, Larus audouinii, Phalacrocorax aristotelis desmarestii, Puffinus mauretanicus.